# Liste des maires de Clamart
La liste des maires de Clamart présente la liste des maires de la commune française de Clamart, située dans le département des Hauts-de-Seine en région Île-de-France.

## Liste des maires

### Entre 1790 et 1944
| Période            | Période         | Identité                               | Étiquette   | Qualité |
| ------------------ | --------------- | -------------------------------------- | ----------- | --- |
| 1790               | 1790            | François Desprez                       |             | Démissionnaire en sa qualité de juge de paix |
| 14 septembre 1790  | 1790            | Jacques Reingnoir                      |             | Non acceptant |
| 26 décembre 1790   | 1791            | Claude Gastineau                       |             | Bourgeois |
| 13 novembre 1791   | 1793            | Pierre Henri Michel Boulogne           |             | |
| 26 mars 1793       | an III          | Nicolas Blaise Gogue                   |             | |
| 23 messidor an III | 1796            | Sabat                                  |             | |
| 1796               | 1797            | Pierre-Louis-Claude Gin, (1726-1807)   |             | Agent municipal Philosophe, historien et publiciste - Magistrat |
| 1797               | 1798            | Louis Corby                            |             | Agent municipal |
| 1798               | 1800            | Pierre Lépine (ca.1759-1814)           |             | Agent municipal Épicier |
| 1800               | 1815            | Jean Pierre Corby                      |             | Nommé maire |
| 1815               | 1817            | de Morambert                           |             | |
| 1817               | 1819            | Pettit                                 |             | |
| 1819               | 1819            | Hochet                                 |             | |
| 1819               | 1826            | Louis Pierre Corby                     |             | |
| 1826               | 1831            | Bignan                                 |             | |
| septembre 1831     | 1854            | Denis Gogue (1795-1882)                | Républicain | Cultivateur Maire-adjoint (1830 → 1831) (1849) |
| 1854               | 1855            | Pierre Louvrier                        |             | Décédé en fonction |
| 1855               | 1856            | Étienne Marquis                        |             | |
| 18 juin 1856       | 22 janvier 1900 | Jules Hunebelle (1818-1900)            |             | Industriel, propriétaire rue de l'Université à Paris Juge du tribunal de commerce de la Seine Conseiller général de Sceaux (1871 → 1878) Nommé maire par décret, décédé en fonction                                                              |
| 19 mai 1900        | mai 1904        | Jean-François Léon Simon (1851-c.1933) |             | Négociant en vins, propriétaire |
| mai 1904           | 14 mai 1911     | Ferdinand Picquart (1859-?)            | Rad.        | Employé de commerce Démissionnaire |
| 14 mai 1911        | mai 1912        | Louis Bruère                           |             | Maire-adjoint |
| mai 1912           | décembre 1919   | Jean-François Léon Simon (1851-c.1933) |             | Négociant en vins, propriétaire |
| décembre 1919      | 14 février 1923 | René Samuel (1862-1923)                |             | Bibliothécaire en chef au Sénat (1892) (1908) (1921) Décédé en fonction |
| 1923               | 27 août 1932    | Emmanuel Sarty (1859-1932)             |             | Marchand carrier Décédé en fonction |
| octobre 1932       | mai 1935        | Charles Simon                          |             | Commerçant Premier maire-adjoint de Clamart |
| mai 1935           | 5 octobre 1939  | Ernest de Saint-Étienne (1890-1943)    | PCF         | Égoutier (surveillant d’assainissement) Conseiller général de Vanves (1935 → 1940) Conseiller municipal de Malakoff (1925 → 1935) Conseil municipal suspendu par le gouvernement Daladier à la suite de la signature du Pacte germano-soviétique |
| 5 octobre 1939     | 1944            | Paul-Elie Pujo                         | Rad.        | Nommé président de la délégation spéciale par le gouvernement Daladierpuis par le régime de Vichy le 9 mai 1941 |

### Depuis 1944
Depuis la Libération, neuf maires se sont succédé à la tête de la commune.
| Période          | Période                      | Identité                       | Étiquette       | Qualité |
| ---------------- | ---------------------------- | ------------------------------ | --------------- | --- |
| 1944             | 1944                         | René Poncelet (1885-1965)      | PCF             | Publiciste Président du Comité local de Libération de Clamart Premier maire-adjoint de Clamart |
| 1944             | 15 mai 1945                  | Robert Walter (1912-1995)      | PCF             | Ouvrier serrurier, résistant FTP |
| 15 mai 1945      | octobre 1947                 | Paul Padé (1888-1970)          | SFIO            | Instituteur, comptable |
| octobre 1947     | 10 mars 1955                 | Maurice Couette (1907-1978)    | MRP             | Directeur d'un laboratoire pharmaceutique Premier maire-adjoint de Clamart (1945 → 1947) Démissionnaire |
| 24 juin 1955     | 26 mars 1965                 | Paul Padé (1888-1970)          | SFIO            | Retraité Élu à la suite d'une élection municipale partielle |
| 26 mars 1965     | 22 janvier 1987              | Jean Fonteneau (1917-1991)     | CD puis UDF-CDS | Gérant de société d'édition Sénateur des Hauts-de-Seine (1965 → 1977) Député des Hauts-de-Seine (1978 → 1981) Membre du conseil régional d'Ile-de-France (1976 → 1985) Vice-président de l'AMF (1972 → 1983) Démissionnaire pour raisons de santé                                                     |
| 4 février 1987   | 1er février 2000             | Jean-Pierre Foucher (1943- )   | UDF-CDS         | Professeur de pharmacognosie Membre de l'Académie nationale de pharmacie Député des Hauts-de-Seine (12e circ.) (1988 → 2002) Démissionnaire |
| 1er février 2000 | 19 mars 2001                 | Marie-France Lambotte (1944- ) | UDF             | Présidente de l'Office municipal d'HLM Première maire-adjointe de Clamart (1989 → 2000) |
| 19 mars 2001,    | 28 mars 2014                 | Philippe Kaltenbach (1966- )   | PS              | Chargé de mission au ministère des postes et communications (1991-1993), collaborateur parlementaire, administrateur public Sénateur des Hauts-de-Seine (2011→ 2017) Conseiller régional (2004 → 2011) Vice-président du conseil régional (2010 → 2011) Président de la CA Sud de Seine (2005 → 2008) |
| 28 mars 2014,    | En cours (au 3 juillet 2021) | Jean-Didier Berger (1980- )    | LR puis SL      | Dirigeant d'entreprise Conseiller régional d’Île-de-France (2021 →) Conseiller départemental de Clamart (2015 → 2021) Vice-président du conseil départemental (2015 → 2021) Président de l'EPT Vallée Sud Grand Paris (2016 → ) 1er vice-président du conseil régional d'Île-de-France (2021 →)       |

## Conseil municipal actuel
Les 45 sièges composant le conseil municipal ont été pourvus le 28 juin 2020 à l'issue du second tour. Actuellement, il est réparti comme suit :

## Résultats des élections municipales
| Année | 1er tour | 1er tour | 1er tour | 1er tour | 1er tour | 1er tour | 1er tour | 1er tour           | 1er tour           | 1er tour           | 1er tour           | 1er tour           | 1er tour           | 2d tour        | 2d tour        | 2d tour        | 2d tour        | 2d tour        | 2d tour        | 2d tour            | 2d tour            | 2d tour            | 2d tour            | 2d tour            | 2d tour            | 2d tour        |
| Année | 1er      | 1er      | 1er      | %        | 2e       | 2e       | %        | 3e                 | 3e                 | %                  | 4e                 | 4e                 | %                  | 1er            | 1er            | %              | 2e             | 2e             | %              | 3e                 | 3e                 | %                  | 4e                 | 4e                 | %                  |                |
| ----- | -------- | -------- | -------- | -------- | -------- | -------- | -------- | ------------------ | ------------------ | ------------------ | ------------------ | ------------------ | ------------------ | -------------- | -------------- | -------------- | -------------- | -------------- | -------------- | ------------------ | ------------------ | ------------------ | ------------------ | ------------------ | ------------------ | -------------- |
|       |          |          |          |          |          |          |          |                    |                    |                    |                    |                    |                    |                |                |                |                |                |                |                    |                    |                    |                    |                    |                    |                |
| 1965  | 1965     |          | UFD      | 45,00    |          | Cent.    | 31,97    |                    | UNR                | 23,03              | pas de 4e          | pas de 4e          | pas de 4e          |                | Cent.          | 52,50          |                | UFD            | 47,50          | pas de 3e et de 4e | pas de 3e et de 4e | pas de 3e et de 4e | pas de 3e et de 4e | pas de 3e et de 4e | pas de 3e et de 4e |                |
| 1971  | 1971     |          | MAJ      | 44,42    |          | UFD      | 36,38    |                    | DVD                | 19,19              | pas de 4e          | pas de 4e          | pas de 4e          |                | MAJ            | 53,63          |                | UFD            | 46,36          | pas de 3e et de 4e | pas de 3e et de 4e | pas de 3e et de 4e | pas de 3e et de 4e | pas de 3e et de 4e | pas de 3e et de 4e |                |
| 1977  | 1977     |          | MAJ      | 52,68    |          | UG       | 47,31    | pas de 3e et de 4e | pas de 3e et de 4e | pas de 3e et de 4e | pas de 3e et de 4e | pas de 3e et de 4e | pas de 3e et de 4e | pas de 2d tour | pas de 2d tour | pas de 2d tour | pas de 2d tour | pas de 2d tour | pas de 2d tour | pas de 2d tour     | pas de 2d tour     | pas de 2d tour     | pas de 2d tour     | pas de 2d tour     | pas de 2d tour     | pas de 2d tour |
| 1983  | 1983     |          | UD       | 52,93    |          | UG       | 34,14    |                    | DVD                | 8,76               |                    | PSU                | 4,15               | pas de 2d tour | pas de 2d tour | pas de 2d tour | pas de 2d tour | pas de 2d tour | pas de 2d tour | pas de 2d tour     | pas de 2d tour     | pas de 2d tour     | pas de 2d tour     | pas de 2d tour     | pas de 2d tour     | pas de 2d tour |
| 1989  | 1989     |          | UD       | 49,86    |          | UG       | 27,67    |                    | RPR diss.          | 14,27              |                    | FN                 | 8,18               |                | UD             | 56,05          |                | UG             | 29,89          |                    | RPR diss.          | 14,05              | pas de 4e          | pas de 4e          | pas de 4e          |                |
| 1995  | 1995     |          | UD       | 43,98    |          | UG       | 32,63    |                    | FN                 | 11,99              |                    | ECO                | 6,67               |                | UD             | 49,35          |                | UG             | 40,48          |                    | FN                 | 10,16              | pas de 4e          | pas de 4e          | pas de 4e          |                |
| 2001  | 2001     |          | UG       | 38,77    |          | UD       | 32,69    |                    | DVD                | 19,03              |                    | DVG                | 9,50               |                | UG             | 54,75          |                | UD             | 45,25          | pas de 3e et de 4e | pas de 3e et de 4e | pas de 3e et de 4e | pas de 3e et de 4e | pas de 3e et de 4e | pas de 3e et de 4e |                |
| 2008  | 2008     |          | UG       | 47,60    |          | MAJ      | 34,60    |                    | MoDem              | 13,94              |                    | DVG                | 3,86               |                | UG             | 54,82          |                | MAJ            | 45,18          | pas de 3e et de 4e | pas de 3e et de 4e | pas de 3e et de 4e | pas de 3e et de 4e | pas de 3e et de 4e | pas de 3e et de 4e |                |
| 2014  | 2014     |          | UD       | 53,76    |          | UG       | 32,86    |                    | EÉLV               | 11,04              |                    | DIV                | 2,32               | pas de 2d tour | pas de 2d tour | pas de 2d tour | pas de 2d tour | pas de 2d tour | pas de 2d tour | pas de 2d tour     | pas de 2d tour     | pas de 2d tour     | pas de 2d tour     | pas de 2d tour     | pas de 2d tour     | pas de 2d tour |
| 2020  | 2020     |          | UD       | 45,87    |          | EÉLV     | 24,92    |                    | LREM               | 21,83              |                    | LFI                | 5,06               |                | UD             | 49,89          |                | EÉLV           | 32,63          |                    | LREM               | 17,46              | pas de 4e          | pas de 4e          | pas de 4e          |                |

## Pour approfondir